# Cheilosia oblonga
Cheilosia oblonga är en tvåvingeart som beskrevs av Barkalov 1999. Cheilosia oblonga ingår i släktet örtblomflugor, och familjen blomflugor. Inga underarter finns listade i Catalogue of Life.